# Eutrichopodopsis bruchi
Eutrichopodopsis bruchi är en tvåvingeart som beskrevs av Blanchard 1966. Eutrichopodopsis bruchi ingår i släktet Eutrichopodopsis och familjen parasitflugor. Inga underarter finns listade i Catalogue of Life.